# Монтажний перехід
Монтажний перехід — спосіб з'єднання окремих монтажних кадрів у кінематографі і на телебаченні. Найпростішим переходом є склейка встик (англ. Cut), коли одне зображення миттєво замінюється на екрані іншим. Цей тип переходу здійснюється зупинкою камери або розрізанням і склеюванням кіноплівки при механічному монтажі. До більш складних переходів відносяться наплив (англ. Dissolve), витіснення (англ. Wipe, шторка) і затемнення (англ. Fade Out, Fade In). Останній тип переходу, який можна вважати різновидом напливу, складається з двох етапів, коли попередній кадр затемнюється до чорного екрану, а наступний кадр плавно «проявляється» з темряви. Прийом, як і пряма склейка, може здійснюватися безпосередньо під час зйомки плавним зменшенням і збільшенням експозиції, а також при подальшому друці або електронному монтажі.

## Наплив
Наплив (або «мікшування» не слід плутати з прийомом «наїзд», який виконує трансфокатором) передбачає поступову заміну попереднього монтажного плану наступним, яка відбувається за рахунок зменшення яскравості одного при одночасному наростанні яскравості іншого. Вперше такий спосіб з'єднання зображень виник як кінотрюк, що показує перетворення одного об'єкта в інший. У сучасному кіно і на телебаченні частіше за все такий тип переходу використовується для позначення розриву в часі між діями в сусідніх кадрах. У кінематографі виготовлення напливу було можливо безпосередньо в процесі зйомки за рахунок зміни кута розкриття обтюратора кінознімального апарату. Ряд кінокамер мають механізм автоматичного напливу, який змінює кут розкриття обтюратора спочатку в бік зменшення, а після зворотного перемотування кіноплівки до початку переходу — у бік збільшення. Цей же механізм придатний для отримання переходу затемненням: у цьому випадку перемотування плівки не потрібно.

## Витіснення
Складніший тип переходу, що передбачає заміну зображення за допомогою плавного переміщення кордону між попереднім і наступним монтажними кадрами. На тлі одного зображення з'являється частину іншого, яка, поступово збільшуючись, повністю замінює перше.
Витіснення бувають прямими і фігурними, коли межа має складну форму кола або прямокутника. Наприклад, при центральному витіснення нове зображення з'являється у невеликому колі, який плавно зростає, поступово займаючи весь екран наступним кадром. Найпростіший спосіб виготовлення витіснення можливий при покадровій зйомці й одночасному плавному русі каші, встановленого перед об'єктивом камери. Потім, після перемотування кіноплівки назад на початок переходу, каші плавно висувається в зворотню сторону. Однак, для кадрів, що знімаються з нормальною частотою, така технологія непридатна.
При оптичній технології кіновиробництва витіснення здійснюється в процесі виготовлення проміжних контратипів. Для виготовлення витіснення випускалися спеціальні машинки, за допомогою яких на негативах покадрово розмічалися межі витіснення. Для створення найпростішого витіснення з прямим вертикальним кордоном на кадриках відповідного відрізка негативи стикує монтажні кадри частково видаляючи емульсійний шар. Після розмітки на машинці, яка забезпечує плавність зміщення межі витіснення на екрані, гостро відточеним різцем зрізується емульсія тієї частини кадрика, яка повинна бути заміщена зображенням сусіднього кадру. Останній обробляється таким чином, щоб забезпечити збіг меж переходом на однойменних кадриках. З оброблених таким чином негативів кадрів друкувалися їх позитивні копії, де віддалених ділянках емульсії відповідали чорні майданчики. З отриманих відрізків позитива за два проходи друкувався дубльнегатив, на якому поєднувалися зображення двох кадрів. При іншому способі виготовлення шторок ділянки кадру не віддалялися на негативі, а замальовувались на дубль-позитиві, що вкорочувала процес.
Для створення переходів складнішої форми у вигляді кола або віяла використовувалися спеціальні покадрові шаблони, які дозволяли розмічати кордон зрізання або зафарбовування емульсії на обох монтажних кадрах. На чорно-білій кіноплівці відповідні ділянки емульсії віддалялися після розмітки за допомогою їдкого натрію. Складність процесу створення напливу і витіснення змушувала виконувати їх в цеху комбінованих зйомок. Однак, у деяких випадках витіснення, особливо фігурне, може служити додатковим виразним засобом при переході між різними смисловими частинами. Наприклад, у сцені збору шабашу відьом у фільмі «Чотири кімнати» після слів героїні «Тоді чому ми спимо разом?» перехід до наступного кадру відбувається витісненням у формі зростаючого знака, підкреслюючи двозначність ситуації.

## Цифрові переходи
На відміну від кінематографа, де незважаючи на трудомісткість, складні переходи можуть виконуватися порівняно простим обладнанням, у телебаченні наплив і витіснення довгий час залишалися недоступними. Структура телевізійного сигналу вимагала спеціальних електронних пристроїв та кадрової пам'яті для одержання переходів. Вперше найпростіші різновиди напливу і витіснення на телебаченні були отримані в 1966 році з допомогою видеомікшерів компанії GVG (у даний час «Grass Valley»). Переходи здійснювалися при багатокамерній зйомці в прямому ефірі, а для попередньо записаних програм стали доступні тільки з розвитком технологій електронного відеомонтажу. В останньому випадку кадри, які склеювались повинні були знаходитися на різних магнітних стрічках, оскільки вимагали двох відеомагнітофонів, які використовуються як джерела для третього. У випадку складного склеювання різних кадрів, записаних на одній касеті, потрібно копіювання один з них на іншу стрічку (так званні «B-Roll»).
Необмежена свобода використання напливу і витіснення з'явилася тільки в нелінійному монтажі.
Більшість сучасних відеоредакторів підтримують всі види витіснення. Крім базових типів «шторок» можуть використовуватися додаткові, що поставляються в складі плагінів і розширень для основного додатка. При цифровій технології кіновиробництва Digital Intermediate витіснення створюються засобами нелінійного монтажу в комп'ютері, значно полегшуючи процес. У сучасному кіно монтажні переходи створюються тільки за цифрової технології.